# 第11後方支援連隊
第11後方支援連隊（だいじゅういちこうほうしえんれんたい、JGSDF 11th Logistic Support Regiment）は、北海道札幌市の真駒内駐屯地に連隊本部が駐屯していた第11師団隷下の後方支援部隊で2008年（平成20年）3月に第11後方支援隊に縮小改編された。

## 沿革
- 1989年（平成元年）3月24日：師団近代化への改編に伴い、第11武器隊、第11補給隊、第11輸送隊、第11衛生隊を統合して第11後方支援連隊が編成完結。
- 1996年（平成08年）3月29日：部隊改編。

1. 師団司令部第4部長職が専任化され、連隊長との兼補が解除。
2. 武器隊を武器大隊に改編。

- 2000年（平成12年）3月28日：衛生隊治療中隊を衛生隊治療隊に改編（北部方面衛生隊が新編されたことによる）。
- 2004年（平成16年）4月～9月：第2次イラク復興業務支援群（群長：今浦勇紀1佐）
- 2008年（平成20年）3月25日：第11師団の旅団改編に伴い廃止、翌3月26日に第11後方支援隊に改編。

## 廃止時の部隊編成
- 第11後方支援連隊本部
- 第11後方支援連隊本部付隊「11後支-本」
- 武器大隊「11後支-武」
- 補給隊「11後支-補」
- 衛生隊「11後支-衛」
- 輸送隊「11後支-輸」

## 歴代の連隊長
| 代 | 氏名     | 在職期間                        | 前職                                        | 後職                                  |
| -- | -------- | ------------------------------- | ------------------------------------------- | ------------------------------------- |
| 01 | 渡辺尚武 | 1989年03月24日 - 1990年07月31日 | 第11師団司令部第4部長                       | 陸上幕僚監部装備部需品課長            |
| 02 | 後藤健次 | 1990年08月01日 - 1993年07月31日 | 陸上幕僚監部装備部武器・化学課 総括班長     | 陸上自衛隊幹部学校主任研究開発官      |
| 03 | 蜂須賀守 | 1993年08月01日 - 1995年06月29日 | 陸上幕僚監部装備部輸送課 総括班長           | 陸上幕僚監部装備部輸送課長            |
| 04 | 横洲茂   | 1995年06月30日 - 1997年07月31日 | 陸上幕僚監部装備部需品課 総括班長           | 陸上幕僚監部装備部需品課長            |
| 05 | 堀口紀博 | 1997年08月01日 - 2000年03月22日 | 陸上自衛隊衛生補給処補給部長                | 陸上自衛隊補給統制本部衛生部長        |
| 06 | 新村暢宏 | 2000年03月23日 - 2002年03月26日 | 陸上幕僚監部人事部援護業務課 援護班長       | 陸上幕僚監部監理部総務課 情報公開室長 |
| 07 | 小川優一 | 2002年03月27日 - 2003年07月31日 | 陸上幕僚監部装備部開発課 開発第1班長        | 防衛研究所主任研究官                  |
| 08 | 今浦勇紀 | 2003年08月01日 - 2005年03月27日 | 自衛隊宮城地方連絡部募集課長                | 陸上幕僚監部装備部輸送課長            |
| 09 | 川口智久 | 2005年03月28日 - 2006年08月03日 | 陸上幕僚監部衛生部薬務班長                  | 自衛隊中央病院衛生資材部長            |
| 末 | 山崎嘉樹 | 2006年08月04日 - 2008年03月25日 | 統合幕僚監部首席後方補給官付 後方補給室勤務 | 陸上自衛隊北海道補給処 装備計画部長   |

## 廃止部隊
- 1996年（平成08年）3月28日廃止
  - 第11後方支援連隊武器隊「11後支-武」（真駒内駐屯地）：武器大隊へ改編。
- 2000年（平成12年）3月27日廃止
  - 第11後方支援連隊衛生隊治療中隊「11後支-衛」（真駒内駐屯地）：衛生隊治療隊へ改編。